# Lista personajelor din Medici pentru eroi
Aceasta este o listă a personajelor din serialul de televiziune Medici pentru eroi, difuzat pe Disney XD.

## Personaje principale

### Kaz
Kaz (interpretat de Bradley Steven Perry) este cel mai bun prieten al lui Oliver. El este leneș la școală și-timp devotat pentru Oliver de a încerca de multe ori să scape cu o scurtătură care sfârșește obținerea pe amândouă în necazuri. În timp ce el pare prost uneori, el poate veni cu o soluție inteligentă pentru o problemă. În ”Alan și domnia terorii” s-a descoperit de către Jordan că are 11 frați. În ”Cârtița de la Mighty Med” s-a descoperit că numele lui real este Kazimeras.

### Oliver
Oliver (interpretat de Jake Short) este cel mai bun prieten al lui Kaz, și pune cu defectele lui, pentru că el vede vine în el. El este inteligent, dulce și sarcastic, Ying Yang perfect pentru Kaz. El este, de asemenea, îndrăgostit de Skylar. El are aparent o teamă de coate așa cum se arată în ”Cârtița de la Mighty Med”.

### Skylar Storm
Skylar Storm (interpretată de Paris Berelc) este un super-erou de pe planeta vulcanică Caldera și pasiunea lui Oliver. În afară de a avea condiția umană, Skylar Storm are 24 superputeri care includ viziune cu raze X, inducție explozivă, timp înapoi, gyrokinesis, caelestikinesis, zvort, super-putere, intangibilitate, camuflaj, invizibilitate, spațiu de supraviețuire și super-viteză. Și-a pierdut recent puterile într-o luptă împotriva nemesisului ei, Anihilatorul și acum este un ”normo” pacient la Mighty Med unde este de lucru pentru a găsi o modalitate de a recâștiga superputerile ei. Cu toate acestea, ea încă mai are abilități uimitoare mână-la-corp, împreună cu atributele fizice îmbunătățite, care pot deveni chiar utile împotriva ființei super-alimentare. Ca un normo, numele ei este Connecticut ”Connie” Valentine când merge la Liceul Logan. La finalul sezonului, ea își recapătă puterile ei. Deoarece Anihilatorul falsificat cu ele, ea intră sub controlul său. În timp ce Anihilatorul este în Închisoarea Mighty Max, Skylar Storm este utilizată de Anihilator de a utiliza o formulă secretă care se transformă din super-erou în super-răufăcător. În ”Sfârșitul furtunii”, Skylar Storm devine suficient de rea pentru a face un atac puternic asupra Anihilatorului. Folosind cărbune, trucuri de la Oliver, Skylar crede că a renunțat la ea că Hapax îndepărtează puterile corupte. Anihilatorul slăbit apare și folosește otravă neagră ca Hapax Bătrânul să-l transporte la Kaz și Oliver, iar Skylar Storm rămâne la Mighty Med pentru a obține un antidot. Horace Diaz și medicii de lucru o salvează pe Skylar de la moarte. După-aceea, Dr. Horace Diaz folosește abilitățile sale de a o vindeca.

### Alan Diaz
Alan Diaz (interpretat de Devan Leos) este nepotul lui Horace Diaz. El îi urăște pe Kaz și Oliver din cauza statului că sunt ”normos”, așa că face posibilul de a scăpa de ei. Deși există unele situații în care acesta ar putea contribui la Kaz și Oliver în situații. El pare că îl place pe Kaz un pic mai mult decât Oliver așa cum se arată în ”Cum a scăzut Mighty Med”, atunci când i-au prins în Închisoarea Mighty Max. El este întotdeauna văzut purtând un pulover-vestă și este sugerat în ”Ascunzătoarea” că el poartă mai multe pulovere-vestă pe partea de sus reciprocă. Puterea lui este telekinezie. În ”Dureri mari”, este dezlănțuit faptul că, atunci când Alan se sperie, el se transformă într-un animal dau muguri pe o parte a corpului animal (de exemplu, coarne de cerb germină, încolți pene de porc spunis, să înmugurească coada unui sconcs, a se transforma într-un fluture). El are, de asemenea, capacitatea de a se transforma în alte persoane sau animale așa cum se vede în ”Cârtița de la Mighty Med”. El pare că nu știe diferența dintre un cerc și un triunghi și este rău cu gramatica lipsei sale de educație.

### Gus
Gus (interpretat de Augie Isaac) este prietenul lui Kaz și Oliver, dar conștient de locul lor de muncă secretă. El este foarte ciudat, uneori displăcut în care îl enervează pe fratele său mai mic pe drum și nu are abilități sociale normale. De-a lungul timpului, o pasiune pentru Jordan pare să se fi descoperit. De-a lungul întregii serii, s-a menționat că familia sa este bogată, chiar capabili de a cumpăra Magazinul Domain așa cum se vede în ”Îți este frică de rechin”. El ține mereu lucruri ciudate în rucsac (maionează, electromagnet etc.). În ”Stop Bugging Me” este dezvăluit faptul că Gus deține un ghepard. Personajul Gus a început ca secundar, dar a devenit principal în al doilea sezon.  

## Personaje secundare

### Horace Diaz
Dr. Horace Diaz (interpretat de Carlos Lacámara) este șeful spitalului Mighty Med și unchiul matern al lui Alan. El are puterea de a congela persoane și este un pic excentric. El aparent adoră podurile. În ”Explozia atomică din trecut”, el a dovedit că are 3006 ani și nu a îmbătrânit încă din 1953. Unii consideră chiar că el este nemuritor. În ”Sfârșitul furtunii”, este dezvăluit că Dr. Horace Diaz este, de fapt Caduceo și poate restabili diar viața de cinci ori cu efectul secundar și a câștigat greutate din șolduri. 

### Jordan
Jordan (interpretată de Cozi Zuehlsdorff) este prietena lui Kaz și Oliver și îl urăște pe Gus. Ea este foarte negativă. La fel ca Kaz și Oliver, ea adoră jocurile video și benzile desenate. 

### Wallace și Clyde
Wallace și Clyde (interpretați de Randy Sklar și Jason Sklar) sunt proprietarii magazinului Domain și doresc să distrugă super-eroii de la Mighty Med și să se răzbune pe Horace. În prezent ei nu mai sunt răufăcători. În ”Copia Kaz” este dezvăluit faptul că Wallace și Clyde au fost odată o ființă pe nume Catastrophe (interpretat de Derek Mears), cel mai puternic personaj negativ din galaxie. Catastrophe a fost învins în cele din urmă de Horace și împărțit în doi oameni patetici cu puțină putere. Când afară sau împreună, Wallace și Clyde pot dezidegra orice. În ”Se aproprie furtuna”, Wallace și Clyde îi spun lui Alan să le i-a cealaltă jumătate a diadei din Nebulon pe care o deține Horace. Forțându-l pe Alan de locația Mighty Med lăsându-l legat de scaun, Wallace și Clyde reunează bucata de diadă cu a lor la intrarea în Mighty Med lui Horace și s-a alăturat Catastrophe a căuta răzbunare pe Horace. Când îl găsește pe Horace, Catastrophe iese din capcana de îngheț și Horace distruge arma care Horace ar folosi în caz de atac arma lui. Datorită reactorului, puterile de Catastrophe au fost dezactivate ca Alan să spargă diada în jumătate, regresia Catastrophe înapoi la Wallace și Clyde. Când Wallace și Clyde să încerce să îl convingă pe Alan pentru a folosi diada să devină mai puternic decât ei dorit vreodată să fie și să dea ca Wallace și Clyde un continent în care să domnească, atâta timp cât nu e Australia, Alan aruncă diada de piese Nebulon în reactor, afirmând că este prea mult de lucru. După aceea, Wallace și Clyde sunt arestați de către echipa de securitate Mighty Med, împreună cu Megahertz și Experion. În ”Farse cu gheare”, este dezvăluit faptul că Wallace și Clyde nu ar obține locuri de masă la răufăcătorii cool la Mighty Max. În ”Wallace și Clyde: O mare zi”, Dr. Diaz pune pe Oliver responsabil de reformarea lui Wallace și Clyde. La sfârșit, Wallace și Clyde au reformat. 

### Benny
Benny (interpretat de Karan Soni) este un muncitor la Mighty Med și un super-erou pe nume ”Cum îi zice”. El are super-viteză, dar funcționează numai atunci când el conduce înapoi. În  plus, Benny are capacitatea de a arunca obiecte în mișcare lentă. În ”Salvăm oamenii care salvează oamenii”, se arată că el nu o place pe Skylar.

### Philip
Philip (interpretat de Jeremy Howard) (a nu fi confundat cu Phillip, student la Liceul Logan) este un doctor cu un cap mare și totuși el crede că este foarte mic. El pare să-l displacă aproape toată lumea de la Mighty Med, chiar Horace. El apare frecvent cu roluri foarte mici. În ”Noaptea coșmarurilor” este dezvăluit faptul că cele mai mari vise ale lui este de a avea Premiul Oscar reproiectat pentru a arăta ca el. În ”Farse cu gheare” este dezvăluit faptul că Phillip este noul paznic pentru Mighty Max. 

### Stephanie
Stephanie (interpretată de Brooke Sorenson) este fata populară de la Liceul Logan și fata visurilor lui Kaz. 

## Supereroi

### Tecton
Tecton (interpretat de Jilon VanOver) este supereroul preferat al lui Kaz, care este o parodie a lui Superman și Hyperion. El are putere supraomenească și viteză, precum și de zbor, imunitate la durere, și capacitatea de a provoca activitatea tectonică cu o stomp piciorului. El este, de asemenea, capabil de a se vindeca într-un mod rapid, dar dacă este expus la un gaz care există doar atunci când radiația delta amestecă cu aur, el nu va fi capabil să se vindece. În ”De ce crezi că poți să fii aghiotant”, Oliver a fost partenerul lui până l-a pus pe Alan în locul lui. În ”Ascunzătoarea”, Tecton și Snowstorm sunt convertiți în super-răufăcători printr-o formulă făcută de Anihilator care a fost folosită de Skylar. 

### Solar Flare
Solar Flare (interpretată de Carly Hollas) este un super-erou de sex feminin cu pyrokinesis și pyrogenisis. Deci de cei mai mulți recurenți super-eroi, Solar Flare nu a avut încă un rol vorbind. Ea este, de fapt, a doua Solar Flare, deoarece a fost un episod cu altă Solar Flare, care a fost prin jurul anilor 1950.

### Incognito
Incognito este un super-erou invizibil. Nimeni nu știa cum arată, până în episodul ”Copia Kaz”. Apariția lui este un om de culoare albă la față, cu haine de argint, păr ghimbir, și un ochi-patch.

### Blue Tornado
Blue Tornado (interpretat de Brett Johnson) este un super-erou cu atmokinesis, care îi permite să se rotească de la viteza sunetului și să tragă un fulger din mâinile lui. Kaz l-a văzut deghizat și l-a recunoscut, care este cel pe care pe el și pe Oliver i-au dus la Mighty Med. În ”Cârtița de la Mighty Med”, Blue Tornado și NeoCortex sunt convertiți în super-răufăcători printr-o formulă făcută de Anihilator care a fost folosită de Skylar. El este o parodie a super-eroului Red Tornado din DC Comics.

### The Crusher
The Crusher (interpretat de Jeffrey James Lippold) este cel mai puternic om din univers, de natură să arunce pe cineva peste o cameră doar oferindu-le un high-five. El a fost primul super-erou care i-a fost salvată viața de către Kaz și Oliver, în care au șocat picioarele să-i dea ajutor cardiac. Potrivit lui Tecton, numele lui real este Gleen Crushman. Aproape de sfârșitul sezonului, The Crusher se căsătorește; Cu toate acestea, soției sale nu-i place să facă nimic periculos.

### Titanio
Titanio (interpretat de Chris Elwood) a fost un pilot de încercare avansat inginer spațiu Auero, care este, de asemenea un miliardar. El a devenit Titanio să se lupte cu forțele răului. El nu are puteri, dar el are un costum robotic cu o rază asomarea, un pachet jet, și boostere de rezistență ca Iron Man. El a apărut în ”Eu, normo” unde a avut amnezie amabilității lui Black Falcon. Cu ajutorul lui Alan, și-a recăpătat memoria lui, dar l-a confundat pe Alan cu realul Black Falcon și i-a dat amnezie. Cu costumul complet, el seamănă cu Optimus Prime din Transformers. În ”Un supererou chitarist”, Skylar apelează la Titanio să pozeze ca Soul Slayer să se lupte cu Remix în timp ce costumul lui robotic era reparat. În ”Wi-Fi liber”, costumul robotic Titanio este posedat de Wi-Fi.

### Mesmera
Mesmera (interpretată de Tiphani Abney) este un super-erou de sex feminin care are un ochi pe palma dreaptă, care poate hipnotiza pe oricine. În ”Eu, normo”, Alan a folosit-o pe Mesmera în încercarea de a restabili memoria lui Titanio.

### Citadel
Citadel este un super-erou cu pielea indestructibilă, care poate devia câmpuri magnetice. Citadel a apărut pentru prima dată în ”Călătoriile pentru micul Oliver”, unde a avut dureri de stomac. Datorită pielei sale idestructibilă, chirurgii nu au putut să-l efectueze, așa că a fost contractat de Oliver și a fost trimis în interiorul corpului său pentru a elimina sursa de durere. El reapare în ”Prietenul prietenei mele este inamicul meu” în care Oliver a folosit cu stetoscop avansat pentru a auzi bătăile inimii lui.

### Căpitanul Atomic
Căpitanul Atomic (interpretat de Bradley Dodds) a fost lovit de un glonț radioactiv din anii 1950, dar a supraviețuit datorită norocosului său yo-yo dat de către prietena lui. Căpitanul Atomic are puterea de a zbura și poate infuza puterea atomică într-a lui yo-yo, permițându-i să-l folosească pentru a prinde dușmanii săi, să-l utilizeze ca un scut, și să-l utilizeze ca un bici. El a încercat să oprească un război intergalactic în 1953, dar un incident l-a prins într-o gaură de vierme de 61 de ani. În prezent, gaura de vierme a fost deschisă de Oliver. După ce a fost dată o nouă baterie pentru a-l ajuta să supraviețuiască și să-l înfrângă pe Black Falcon, Căpitanul Atomic a decis să rămână în jurul prezentului și să expedieze minunile sale. În ”Liga fantastică a supereroilor”, este dezvăluit faptul că căpitanul Atomic are super-putere și în apropiere invulnerabilite la punctul în care se poate rivaliza cu abilitățile lui Tecton.

### Neocortex
Neocortex (interpretat de Mike Bradecich) este un super-erou care poate comunica telepatic mental, modifica personalitatea cuiva, asculta mințile și a pune oamenii în vise și coșmaruri. Neocortex are, de asemenea neuron-manipulare, ceea ce înseamnă că poate trimite exploziile psihice care pot imobiliza un personaj negativ sau controla comportamentul lor. El a apărut pentru prima dată în ”Atâta Kaz”, unde a rupt umărul navigării pe Internet. Oliver, dorința de a fi mai popular, Neocortex i-a modificat personalitatea lui să fie mai mult ca Kaz, dar realul Kaz voia să-l schimbe la loc. Din păcate, Oliver a redirecționat explozia din nou la Neocortex, făcându-l să devină un reactor nuclear care aproape exploda spitalul. Oliver l-a vindecat pe Neocortex și i-a dat lui Oliver personalitatea originală înapoi. El reapare în ”Noaptea coșmarurilor”, în cazul în care el deține o pică pentru Oliver pentru evenimentele din aspectul său anterior. În același timp, a existat o eclipsă care i-a făcut pe oameni să le dea coșmaruri și dacă victima moare în coșmarul lui, va muri și în realitare. Din fericire, eclipsa de lună s-a încheiat înainte de a muri cineva.

### Gray Granite
Gray Granite (interpretat de Mike O'Hearn) este un super-erou bazat pe piatră, care a fost văzut pentru prima dată în ”Gus cel rău”. El a fost singurul super-erou carea luptat cu Gus și nu a pierdut puterile sale, deoarece el poate să se dizolve într-o grămadă de pietre. Gray Granite este o parodie a lui Metamorpho în timp ce trăsăturile sale sunt similare cu Thing din Rockslide.

### Timeline
Timeline (interpretat de Carlos Lacámara) este vărul lui Horace, deși ei nu se înțeleg. El poate vedea în viitor, vizualiza holograme din viziunile sale, și să înghețe temporar timpul. El a apărut în ”Nu e sfârșitul lumii”, în cazul în care el a venit la Mighty Med, deoarece puterile sale au acționat în sus. El l-a ajutat pe Kaz la un test de poziție favorabilă, dar pentru că Kaz a devenit inteligent, a fost una dintre cerințele pentru a deschide un portal în care frații Demonului Stacojiu, Blue Demon, Alb Demon și Matt Demon, au fost aproape să încheie lumea. El vorbește cu un accent italian. Datorită acesta fiind jucat de același actor ca vărul său, ei nu pot apărea pe ecran în același timp.

### Surge
Surge este un super-erou care poate genera și controla energie electrică. El a fost văzut pentru prima dată în ”Alarma de la Mighty Med”. În ”Cum a scăzut Mighty Med”, Surge este printre super-eroii care luptă împotriva Anihilatorului și Skylar. 

### Absolute Zero
Absolute Zero este un super-erou care poate genera și controla gheață. El a fost văzut pentru prima dată în ”Atâta Kaz”, lucru cu viscolul. În ”Se apropie furtuna”, este dezvăluit faptul că Absolute Zero a avut o armă care îngheață lucrurile în gheață până când i-a fost furată de Anihilator.

### Snowstorm
Snowstorm este un super-erou de sex feminin cu cryokinesis. La un moment dat, Anihilatorul i-a furat puterile ei și a plecat neajutorat cu ele. El le-a luat și le-a pus pe raftul cu trofeu cu toate celelalte. Mai târziu a fost atacată de nemesisul ei și a plecat într-o stare critică. Ea a fost dusă la Mighty Med, dar fără puterile pe care o va salva, ea va muri. Ca atare în ”Ascunzătoarea”, Kaz și Oliver au mers să-i i-a înapoi puterile din vizuina Anihilatorului. La final, puterile ei au fost restaurate și ea fericită și-a creat bile de apă pentru a sărbători. Cu toate acestea, Skylar a avut injectarea secretă a formulei secrete a Anihilatorului ceea ce înseamnă că s-a întors răul și a devenit un alt slujitor al Anihilatorului.

### Remix
Remix (interpretată de Debby Ryan) a fost odată un, egocentric de stele medie de rock care a apărut pentru prima dată în ”Un supererou chitarist”. În timpul uneia dintre concertele ei, Jade a fost acoperită cu lapte de iac de loțiune iradiat de lumina soarelui. Atunci când ea și-a strumat chitara ei cu limba, șocul electric a cauzat loțiunea pentru a da zborul ei, proiecție de energie, și de proiecție câmp de forță. Cu ajutorul lui Kaz și Oliver, ea a învățat ce înseamnă să fi un erou și a devenit super-eroul Remix. Ea a fost primul erou de a avea o origine de pe ecran, având în vedere a fost complot principal al primei sale apariții.

### Spotlight
Spotlight este un super-erou care poate trage raze de lumină și se poate teleporta. În ”Un supererou chitarist”, Spotlight a prevăzut lumina pentru costumul lui Jade sub dezvelire pentru aspectul ei Remix. În ”Cum a scăzut Mighty Med”, Spotlight este unul dintre super-eroi care se luptă împotriva Anihilatorului și a lui Skylar. 

### Alley Cat
Alley Cat este o pisică super-erou. Ea este o parodie a lui Catwoman. În ”Noaptea coșmarurilor”, Alley Cat a pierdut unai dintre nouă vieți ale ei într-un coșmar și pierdut alta când o lumină a căzut din tavan. În ”Cum a scăzut Mighty Med”, Alley Cat este printre super-eroii care îl ajută pe Titanio la lupta Anihilatorului și Skylar.

### Agent Blaylock
Agentul Blaylock (interpretat de Windell D. Middlebrooks) este un membru al diviziei serviciilor supereroilor secret. În afară de a avea o armă cu laser înarmat, el poate trece prin pereți. Agentul Blaylock a apărut pentru prima dată în ”Dr. Wrath”, unde a pozat ca un profesor numit domnul Patterson, în scopul de a găsi un super-răufăcător numit Dr. Wrath. După ce Dr. Wrath este învins, Agentul Blaylock mătură rămășițele sale și le mulțumește lui Kaz, Oliver și Skylar pentru ajutorul lor. În ”Cârtița de la Mighty Med”, Agentul Blaylock caută o cârtiță în Mighty Med când unul este suspectat de a ajuta pe Anihilator. Atunci când constantă că este Skylar, Agentul Blaylock este pietrificat de Skylar.

### Optimo
Optimo (intepretat de Mike Beaver) este un super-erou sub acoperire, care este parte a eroilor super secreți ascunși și tatăl lui Alan. Alan nu l-a întâlnit înainte. În ”Wi-Fi liber”, el nu se supune ca Horace să-l ducă să-l întâlnească. Optimo este obligat să se prefacă un normo numit Nelson pentru a rămâne sub acoperire. După ce Alan vine, este dezvăluit faptul că are telekinezie. Horace este, de asemenea, dovedit a fi acoperirea secretă a lui Optimo. În ”Vrei să construiești un om de lavă?”, Optimo îl vizitează pe Horace pentru o procedură medicală, cauzându-l pe Horace de a păstra întâlnirea oficială al lui Alan. Motivul lui Optimo pentru a avea Horace ceasul lui Alan este de a păstra dușmanul său, Razorclaw, de direcționare pe Alan. Cu condiția că Optimo are un virul care îl transformă în goo, și singura modalitate de a vindeca pe Optimo este de-a obține o monstră din ADN-ul lui Alan. Când Horace reușește să obțină o monstră din ADN-ul lui Alan, el o folesește pentru a salva pe Optimo înainte de etapa finală a virusului care îl poate transforma într-goo. După ce a fost vindecat, Optimo este rugat de Horace să-i obține o nouă minge cu zbaturi că pe care o are este ruptă.

### Dark Warrior
Dark Warrior (interpretat de Ben Giroux) este o parodie al lui Batman, care folosește un modulator de voce să vorbească. Chiar dacă Dark Warrior pare înalt, el a ridicat părțile din cizmă în care înălțimea sa reală are aproape aceeași dimensiune ca Oliver. El mănuiește o centură de utilitate care conțune diferite arme și gadget-uri. În afară de a fi o parodie a lui, Dark Warrior pare să se bazeze pe mai multe portrete ale lui Batman, unde costumul lui este similar cu Batsuit din Batman - Începuturi, Cavalerul negru, și Cavalerul negru: Legenda renaște. El are o personalitate întunecată, corupt și el are o tendință de a sparge acel caracter.

### Hapax Bătrânul
Hapax (interpretat de Devan Leos) este un om mutant care i-a predat odată Anihilatorului cum să-și folosească puterile sale. Puterile sale includ adaptări climatice, inversare de vârstă, telekinezie, proiecție de energie, absorbția forței de viață, și teleportarea. În ”Vrei să construiești un om de lavă?”, Kaz și Oliver călătoresc pe Caldera, în scopul de a obține pentru să-i ajute pe Hapax gratuit de controlul lui Skylar asupra Anihilatorului.

### Spark
Spark (interpretată de Gianna LePera) este un super-erou adolescent a cărui mamă a fost lovită de raze gamma în timp ce orbita în jurul planetei Marte, provocând-o pe Spark să se nască cu atribute supraomenești fizice, zbor, electrokinesis, și manipulare greutate limitată. Când Kaz a încercat să-i ceară să iasă cu el, ea a vrut imediat să iasă cu el. Datorătă superputerilor ei, Kaz a devenit sperial și și-a înscenat propria moarte. Din acest motiv, Spark știa că Kaz nu era tipul potrivit de persoane să iasă cu el. În timpul luptei Spark cu dușmanul ei Nightstrike, Oliver a mângâiat-o pe Spark și i-a spus că ea ar trebui să iasă cu cineva care îi pasă de ea. După ce a auzit acest lucru, ea a vrut să iasă cu Oliver și a crezut că eș ar fi tipul de om pentru a merge cu el.

## Super-răufăcători

### Anihilatorul
Anihilatorul (interpretat de Morgan Benoit, exprimat de David Sobolov) este un super-personaj negativ complet blindat care este inamicul lui Skylar. A fost odată un om pe nume Neil Gundenhauser care a dezvoltat superputeri și a fost chinuit și tachinat pentru a fi un ciudat. El a fost antrenat de Hapax să fie un super-erou, care nu a mers planificat cum a făcut Hapax. El ține un trofeu de superputeri și arme de la super-eroii învinși. Anihilatorul este responsabil pentru furtul puterilor lui Skylar și motocicletele ei invizibile într-o ambuscadă. În ”Prietenul prietenului meu este inamicul meu”, Anihilatorul a fost menționat că Experion pentru a o captura pe Skylar, în scopul de a păstra de la recâștigarea puterilor ei. În ”Se apropie furtuna”, Anihilatorul apare în persoană, în cazul în care el îi găsește pe Kaz și Oliver în vizuina lui încercând să recupereze puterile lui Skylar. Folosind un capac cu aburi, Kaz și Oliver reușesc să se strecoare prin ventilație cu puterile lui Skylar. Anihilatorul apare mai târziu la Mighty Med din cauza dispozitivului de urmărire a introduce pe trofeele sale și îi capturează pe Kaz și Oliver. Când reactorul de la Mighty Med merge Supernova, Skylar profită de acest lucru prin păcălirea Anihilatorului într-o capcană. Într-un final, Skylar este falsificată cu puterile Anihilatorului, în scopul lui și de a controla Mighty Med. În ”Cum a scăzut Mighty Med”, Anihilatorul intenționează să obțină cu chip cu antum care conține fișiere secrete de fiecare super-erou. S-a dovedit că chipul cu antum este forma unei creme și ceapă de cartofi acru care Kaz și Oliver l-a mâncat, care Anihilatorul și Skylar aveau de gând să-l scoată din stomacul lor. În cazul în care planurile Anihilatorului de a reduce pe Kaz și Oliver deschis în scopul de a obține chipul cu antum, el și Skylar au fost păcăliți cu ajutorul de împădurire pe ei pentru Horace. Titanio vine cu un cadru de super-eroi pentru a lupta împotriva Anihilatorului. După ce Megahertz percepe o capsulă care se transportă timpul înapoi, timpul este schimbat de către Skylar. Anihilatorul intenționează să o utilizeze pe Skylar să o ajute să creeze o armată de super-răufăcători din super-eroi, astfel el și Skylar pot conduce lumea. În ”Cârțita de la Mighty Med”, el și Skylar îl face pe NeoCortex rău. În ”Tu vrei să faci un om de lavă?”, Kaz și Oliver descoperă originea Anihilatorului și face planuri pentru a merge pe Caldera, în scopul de-al găsi pe Hapax pentru a-i ajuta de controlul Anihilatorului împotriva lui Skylar. După ce Kaz și Oliver trece de provocarea lui Hapax, Anihilatorul și Skylar ajung pe Caldera. În ”Sfârșitul furtunii”, Anihilatorul se confruntă împotriva lui Hapax până când Skylar reușește să execute un atac puternic pe Anihilator și devine din ce în ce mai rea decât el. Când Anihilatorul este rănit , Skylar utilizează energia otravă Negre văduvie unde ea este luată jos de Hapax. După ce Anihilatorul se dizolvă, cel care sunt sub controlul său devin din ce în ce mai bine.  

### Megahertz
Megahertz (interpretat de James Ryen) este un om / titan cyborg falsificat într-un accident ciudat la o centrală electrică contra nemesisului lui, Tecton. Cum sugerează și numele său, Megahertz are electrokinesis de înaltă tensiune. Din păcate, în cazul în care se folosește pre mult, el trebuie să se întoarcă la centrala unde a devenit Megahertz și să se reîncarce. Potrivit lui Kaz și Oliver, numele lui real este Leslie. El în cele din urmă nu-l diprețuiește doar pe Tecton, dar de asemenea, și pe Kaz și Oliver. În ”Se apropie furtuna”, Megahertz este colegul de celulă al lui Experion unde a fost anterior în izolare pentru că a rănit un paznic pelvis la închisoarea lui. Experion utilizează telefonul mobil luat de la Kaz să se elibereze din Mighty Max. În timpul luptei de la Mighty Med, reactorul Supernova se dezactivează din cauza puterilor lui Megahertz, Experion și Wallace și Clyde care sunt arestați de către echipa de securitate Mighty Med. În ”Cum a scăzut Mighty Med”, Megahertz a fost plasat în camera anumitor distrugeri, o celulă de infractorii repetate care îl transformă din cifre limitate de acțiune de ediție. Kaz, Oliver și Alan cad în ea și se confruntă cu Megahertz, în cazul în care se explică scopul camerei. Kaz, Oliver și Megahertz sunt lăsați atunci când Alan se transformă accidental într-o balenă albastră. Kaz și Oliver îl convinge pe Megahertz pentru a impulsiona semnal la telefonul lui Oliver, astfel încât acesta să poată contacta la ajutor. Înainte de a pleca, Megahertz îi avertizează pe Kaz, Oliver și Alan să nu spună nimănui că el i-a ajutat că o să-i vâneze. Megahertz sosește mai târziu, când Skylar folosește puterile sale de a da timpul înapoi. El este o parodie a lui Metallo și Electro. Numele lui este un joc de ”megahertzi”, ceea ce înseamnă o unitate de înaltă frecvență de electrice.

### Micros
Micros (interpretat de Adam Leadbeater) este un super-răufăcător care poate face singur microscopice. El este inamicul lui Citadel, în cazul în care el a afirmat că Citadel i-a furat prietena de la facultate. Când era înăuntrul lui Citadel, el a folosit un pistol cu laser și de utilitate văzut pentru a încerca să distrugă super-eroii de la interior. El a folosit atât de acestea pentru a încerca să-l omoare pe Oliver, de asemenea. 

### Experion
Experion (interpretat de Chase Austin) este un fost super-erou și fost prieten din copilăria lui Skylar de pe planeta Caldera. El a apărut în episodul ”Prietenul prietenei mele este inamicul meu”, se presupune încercarea de a restabili puterile lui Skylar, dar într-adevăr, el s-a transformat de fapt, la partea întunecată și a încercat să o aducă la Anihilator. Puterile sale sunt magnetism și gravokinesis. Până la descoperirea adevărată a lui natură, Kaz a crezut că Experion a fost cel de-al doilea cel mai tare adolescent. Când el și Skylar a avut o luptă, el atunci disprețuia nu numai pe Skylar, dar, de asemenea, Kaz și Oliver. Experion este acum un inamic la Kaz, Oliver, și Skylar după ce a fost luat de către echipa de securitate Mighty Med. În ”Se apropie furtuna”, Kaz și Oliver îl vizitează pe Experion la Mighty Max în scopul de a obține locul de vizuină al Anihilatorului. El le spune că se află într-o vizuină de canalizare pentru blocuri de abator abandonat. El le dă globul ocular drept, care în scopul de a obține, prin scanarea retinei, la baza Anihilatorului. În același timp, Experion este dovedit a fi coleg de celulă cu Megahertz. Experion utilizează telefonul mobil luat de la Kaz ca el și Megahertz să iasă din Mighty Max. În timpul luptei de la Mighty Med reactorul Supernova dezactivează puterile lui Experion și el, Megahertz, Wallace și Clyde sunt arestați de către echipa de securitate Mighty Med.

### Black Falcon
Black Falcon (interpretat de Scott Anthony Leet) este unul dintre cei mai periculoși ticăloși din spectacol. Black Falcon poate zbura și trage explozii de energie mortale care pot fi rele sau asomarea victimei. El are un personal care poate spori puterile sale, care servește ca principal arma lui de alegere. Factorul lui periculos se datorează faptului că el a făcut knock-ul la aproape fiecare super-erou în domeniul său, iar unele dintre exploziile sale de energie pot sparge chiar yo-yo scut al căpitanului Atomic. În ”Cum a scăzut Mighty Med”, a fost dezvăluit faptul că Black Falcon a fost transformat într-o figură acțiune limitată de camera de anumite distrugeri alături de Blood Cheg și Machete Man. El are un accent de engleză ușoară și este similar cu Thor din Marvel Comics.

### Dr. Wrath
Dr. Wrath este un super-răufăcător care își schimbă forma, care se hrănește cu energie negativă. Nimeni nu știa că Dr. Wrath poartă o pelerină și este un cameleon. El a ajuns la Liceul Logan unde a luat forma lui Stephanie. 

### Soul Slayer
Soul Slayer (interpretat de Scott Connors) este rivalul lui Titanio. Soul Slayer are proiecție de energie și teleportare. Skylar i-a spus lui Titanio să se îmbrace ca Soul Slayer, dar realul Soul Slayer a sosit, din motive necunoscute. Remix și Skylar s-au luptat, dar teleportatea lui Soul Slayer le-a dat mâna de sus. Cu toate acestea, Kaz și Oliver i-a transformat valul de joc chitarei electrice, formând câmpuri magnetice care a plecat Soul Slayer în imposibilitatea de a se teleporta, în cele din urmă ceea ce duce la înfrângerea lui.

### Dreadlock
Dreadlock (interpretat de Bruno Gunn) este dușmanul lui Dark Warrior. Dreadlock are modele de arme care contracarează arme nemesisului lui. El nu a fost niciodată văzut în persoană, dar ar trebui să se știe că este extrem de rău, amenință să tragă sluga lui dintr-un tun și dintr-un ferăstrău cazul în care sau nu. El a fost văzut doar pe monitor. După ce a fost descoperit că Oliver și Bob au fost dându-se drept personajele respectuoase, Kaz și Oliver i-au spus lui Ambrose pentru a termina benzile desenate, Dark Warrior și Dreadlock se încadrează în părțile întunecate ale orașului. Masca bares ușoară seamănă cu cea a lui Bane din Cavalerul negru: Legenda renaște.

#### Bob
Bob (interpretat de Elisha Yaffe) este sluga lui Dreadlock. El ar trebui să se lupte cu Oliver în locul lui Drealock, la momentul în care Dreadlock a avut un virus în stomac.

### Nightstrike
Nightstrike (interpretat de Morgan Benoit) este inamicul lui Spark.

### Dl. Groază
Dl. Groază (interpretat de Jamie Denbo, exprimat de Richard Epcar) este un lord al crimei misterios și geniu rău care poartă o mască neagră pe toată fața lui. Identitatea valabilă a domnului Groază este mama lui Oliver, Bridget timp ce cu ajutorul unui dispozitiv poate deghiza vocea. Planul ei este de a obține pe Arcturion, astfel ea poate deveni cel mai puternic negativ din existență.

## Alte personaje

### Dra. Gleason
Dra. Gleason (interpretată de Lori Alan) este o profesoară la Liceul Logan. Ea a apărut în ”Gus cel rău” și ”Un supererou chitarist”.

### Omul Șopârlă
Omul Șopârlă (interpretat de Dirk Ellis) este un umanoid reptilian care stă la Mighty Med pentru că nu se încadrează în altă parte. El este un personaj recurent frecvent văzut ca un angajat de la Mighty Med.

### Phillip (student)
Phillip este un student la Liceul Logan. El a apărut în ”Nu e sfârșitul lumii!”, ”Explozia atomică din trecut” și ”Dr. Wrath”, dar nu a avut un rol de a vorbi. 

### Bryan
Bryan (interpretat de Kurt Ela) este un om care spune și semnele de punctuație când vorbește. El a fost proprietarul  magazinului Domain cât Wallace și Clyde erau la conferința gemenilor.